# 南州交流道
南州交流道為臺灣國道三號的交流道，位於臺灣屏東縣南州鄉，指標為424k，為分離式鑽石型。
北側匝道銜接長約1.2公里的連絡道，兩端接回縣道187乙線；南側匝道銜接縣道187乙線。往西為南州，東接台1線往北為潮州，往南為新埤、枋寮，並服務往墾丁、臺東縣車流。
南側匝道的側車道為屏119線，可通往林邊鄉鎮安村、竹林村。
南州交流道亦為國道三號南向最後一個設置南下入口的交流道，之後的林邊交流道及大鵬灣端南下均只設出口而未設入口。
|              | 424 南州 | 南下 |           | 新埤 南州 |
| 墾丁國家公園 | 424 南州 | 南下 |           |           |
| 北上         | 424 南州 |      | 南州 新埤 |           |

## 鄰近公路
- 台1線
- 縣道187乙線
- 屏119線

## 軼聞
由於位處西半部往返墾丁國家公園的要衝，每逢過年過節往往會湧現大量車潮，因此在聯絡道（縣道187乙線）與台1線路口，動輒可見全國候時最長的紅燈，起初破千秒，後來在當地居民及遊客請願下，公路總局三工處才將之調整為最長300秒，即便做此改進，該路口仍舊穩坐「秒數最長紅燈」的雅座。

## 外部連結
- 國道三號南州交流道、林邊交流道、大鵬灣端示意圖 （页面存档备份，存于）（交通部高速公路局）